# 许士贞
许士贞（？—？），河南虞城人，是一名清朝政治人物。
许士贞曾于1706年接替李发枝任上海县知县一职，1711年由郑廷璧接任。